# アルシエル
アルシエル（Alciel）は、カルデア人が信仰していた、地獄の最下層である第7層「ゲヘナ」に棲んでいるとされる暗黒の神。「黒い太陽」を象徴するといわれている。
元来はアシーエルという天使であったが、イスラエル人によってゲヘナの主とされた。
ゲヘナとは、旧約聖書「ネヘミヤ記」にも記載されており、エルサレムの城壁の南側にあるというヒンノムの谷の事をいう。古くから幼子が生贄として捧げられ続けた場所で、後世では街のゴミや動物、罪人の死体などの焼却場になっていった。そのことからゲヘナは地獄と同義語とされた。腐乱した死体や生ゴミに蝗がたくさん集まっていた事や、「奈落の王」という共通点から、アバドンと同一視される場合もある。